# Point chaud des Marquises
Le point chaud des Marquises est un point chaud situé dans l'océan Pacifique sud, dont l'existence est encore discutée et dont l'activité volcanique serait responsable de la création des îles Marquises de la Polynésie française et de plusieurs monts sous-marins. Les îles et monts sous-marins se sont formés entre 5,5 millions d'années et 400 000 ans avant le présent. Ils constituent la chaîne volcanique la plus septentrionale de la Polynésie française.